# Short track ai XXIV Giochi olimpici invernali - 5000 m staffetta maschile
La gara dei 5000 metri staffetta maschile di short track dei XXIV Giochi olimpici invernali di Pechino è stata disputata l'11 e il 16 febbraio 2022 sulla pista del Capital Indoor Stadium. Vi hanno partecipato 8 squadre nazionali.
La competizione è stata vinta dalla squadra canadese, mentre l'argento e il bronzo sono andati rispettivamente alla squadra sudcoreana e a quella italiana.

## Record
Prima della competizione il record del mondo e il record olimpico erano i seguenti:
| Record mondiale | 6'28"625 | Ungheria Csaba Burján Cole Krueger Shaoang Liu Shaolin Sándor Liu | 4 novembre 2018 Calgary, Canada           |
| Record olimpico | 6'31"971 | Ungheria Shaoang Liu Shaolin Sándor Liu Viktor Knoch Csaba Burján | 22 febbraio 2018 Gangneung, Corea del Sud |

Nel corso della competizione non sono stati migliorati.

## Risultati

### Semifinali
Semifinale 1
| Pos. | Nazione  | Atleti                                                        | Tempo    | Note |
| ---- | -------- | ------------------------------------------------------------- | -------- | ---- |
| 1    | Canada   | Charles Hamelin Maxime Laoun Steven Dubois Pascal Dion        | 6'38"752 | QA   |
| 2    | Italia   | Pietro Sighel Yuri Confortola Tommaso Dotti Andrea Cassinelli | 6'38"899 | QA   |
| 3    | Giappone | Kazuki Yoshinaga Shogo Miyata Kota Kikuchi Katsunori Koike    | 6'40"446 | QB   |
| 4    | Cina     | Wu Dajing Ren Ziwei Sun Long Li Wenlong                       | 6'51"040 | ADVA |

Semifinale 2
| Pos. | Nazione       | Atleti                                                             | Tempo    | Note |
| ---- | ------------- | ------------------------------------------------------------------ | -------- | ---- |
| 1    | Corea del Sud | Lee June-seo Kim Dong-wook Hwang Dae-heon Kwak Yoon-gy             | 6'37"879 | QA   |
| 2    | ROC           | Semën Elistratov Konstantin Ivliev Pavel Sitnikov Denis Ayrapetyan | 6'37"925 | QA   |
| 3    | Paesi Bassi   | Itzhak de Laat Sjinkie Knegt Sven Roes Jens van 't Wout            | 6'37"927 | QB   |
| 4    | Ungheria      | Shaoang Liu Shaolin Sándor Liu John-Henry Krueger Bence Nógrádi    | 6'45"172 | QB   |

### Finali
Finale A
| Pos.    | Nazione       | Atleti                                                             | Tempo    | Note |
| ------- | ------------- | ------------------------------------------------------------------ | -------- | ---- |
| Oro     | Canada        | Charles Hamelin Steven Dubois Jordan Pierre-Gilles Pascal Dion     | 6'41"257 |      |
| Argento | Corea del Sud | Lee June-seo Hwang Dae-heon Kwak Yoon-gy Park Jang-hyuk            | 6'41"679 |      |
| Bronzo  | Italia        | Pietro Sighel Yuri Confortola Tommaso Dotti Andrea Cassinelli      | 6'43"431 |      |
| 4       | ROC           | Semen Elistratov Konstantin Ivliev Pavel Sitnikov Denis Ayrapetyan | 6'43"440 |      |
| 5       | Cina          | Wu Dajing Ren Ziwei Sun Long Li Wenlong                            | 6'51"654 |      |

Finale B
| Pos. | Nazione     | Atleti                                                          | Tempo    | Note |
| ---- | ----------- | --------------------------------------------------------------- | -------- | ---- |
| 6    | Ungheria    | Shaoang Liu Shaolin Sándor Liu John-Henry Krueger Bence Nógrádi | 6'39"713 |      |
| 7    | Paesi Bassi | Itzhak de Laat Sjinkie Knegt Sven Roes Jens van 't Wout         | 6'39"780 |      |
| 8    | Giappone    | Kazuki Yoshinaga Shogo Miyata Kota Kikuchi Katsunori Koike      | 6'40"545 |      |